# Arachniodes reducta
Arachniodes reducta là một loài thực vật có mạch trong họ Dryopteridaceae. Loài này được Y.T. Hsieh & Y.P. Wu miêu tả khoa học đầu tiên năm 1984.